# الدير
الدير هي جماعة قروية في إقليم تارودانت بجهة سوس ماسة جنوب المغرب. تتكون الجماعة من 32 دوار، وهي تضم 7565 نسمة حسب الإحصاء العام للسكان والسكنى لسنة 2014.
يقع مركز الجماعة على الطريق الإقليمية 1705، ويبعد عن تارودانت بـ 45 كلم.

## دواوير الجماعة
- تجكلين
- بويحيى أوزدار
- بويحيى أوفلا
- بوريا
- تماكوست
- أزور
- اكبار
- إخوربا
- تصدرت
- سوق الأربعاء (مركز الجماعة)
- الدخيلة
- بوزمور
- تزكارت
- إمتلان
- توريرت أوبيهي
- إكيس أوزدار
- إكيس أوفلا
- تيزوينت

## التعليم
قائمة المؤسسات التعليمية في الدير:
- مجموعة مدارس بويحيى (المركزية: بويحيى / الوحدات: بوريا - إداوتخسات - تسي اوعطار - أيت عدي - أزور - إخوربا)
- مجموعة مدارس تصدرت (المركزية: تصدرت / الوحدات: إكبار - زاوية اسن)
- مجموعة مدارس الدخيلة (المركزية: الدخيلة / الوحدات: سيدي امحمد إبراهيم - بوزمور - إكيس)
- إعدادية الدير (بدأت أشغال بناءها في سنة 2015، وتم إفتتاحها رسمياً في سنة 2018)
- مدرسة زاوية سيدي محمد أوبراهيم للتعليم العتيق

## الاقتصاد
تشتهر منطقة الدير بمناظرها الطبيعية الخلابة والتي تجذب العديد من الأسر المغربية الذين يأتون إليها من المدن المجاورة، ومن أشهر المناطق السياحة هي منطقة إكيس وسد الدخيلة، كما تشتهر الدير بجودة لحم الماعز نظرا لكونه يرعى ويتغدى من غابات الأركان المحيطة بالمنطقة، وجودة الزيوت الطبيعية التي يتم إنتاجها محلياً خصوصاً زيت الزيتون وزيت الأركان.
تشتهر المنطقة كذلك بتواجد مزارع لإستخراج الملح قرب سد الدخيلة.

## الرياضة
من أبرز الجمعيات الرياضية النشيطة بالدير هي: الجمعية الرياضية لشباب الدير.

## وصلات خارجية
- الصفحة الرسمية لجماعة الدير (فايسبوك)